# آب‌انبار رحیم‌آباد
آب‌انبار رحیم آباد مربوط به دوره قاجار است و در یزد، بلوار نواب صفوی، کوچه سرو واقع شده و این اثر در تاریخ ۱۵ دی ۱۳۸۷ با شمارهٔ ثبت ۲۴۳۷۱ به‌عنوان یکی از آثار ملی ایران به ثبت رسیده است.